# عطية بن الأسود
عطية بن الأسود الحنفي اليمامي من بنو حنيفة في اليمامة. أحد أعلام الخوارج. كان مع نافع بن الأزرق حتى قال نافع بتكفير القعدة عن الزحف، ففارقه عطية، وبايع نجدة بن عامر الحنفي، لكن فارق نجدة أيضاً لقول نجدة أن من خالف الشريعة عن جهل فهو معذور، ففارق جماعته للمرة الثالثة ، واتحد مع أبي فديك، لكنه تبرأ من هذا أيضاً! وبذلك انقسم جماعتهم حينها إلى الفديكية (نسبة إلى أبي فديك)، وعطوية (تتبع عطية بن الأسود).
رحل إلى بلاد فارس، فانتشر مذهبه في سجستان، وخراسان، وقهستان.